# Mauracher (Orgelbauer)

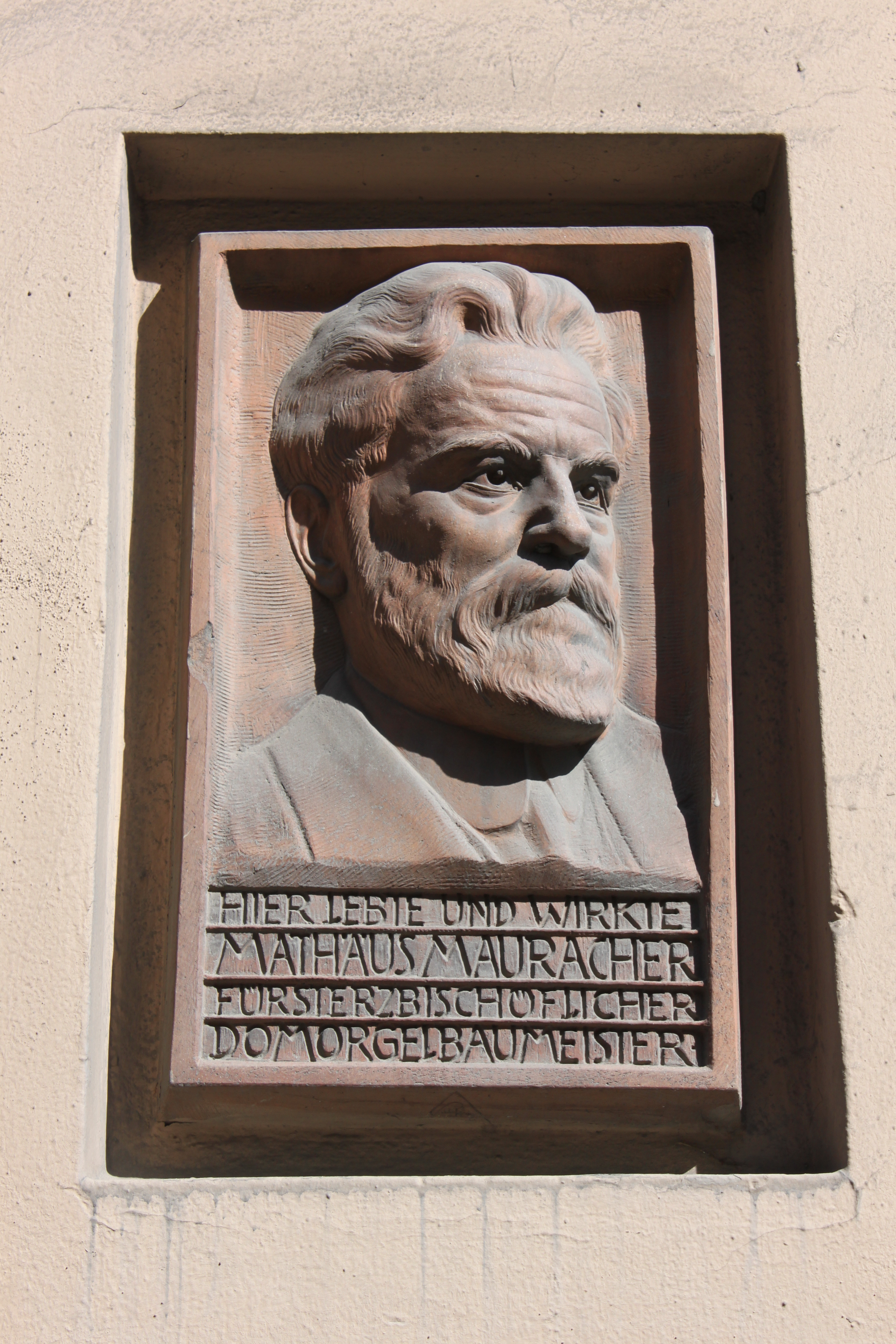
Mathäus Mauracher d. J.

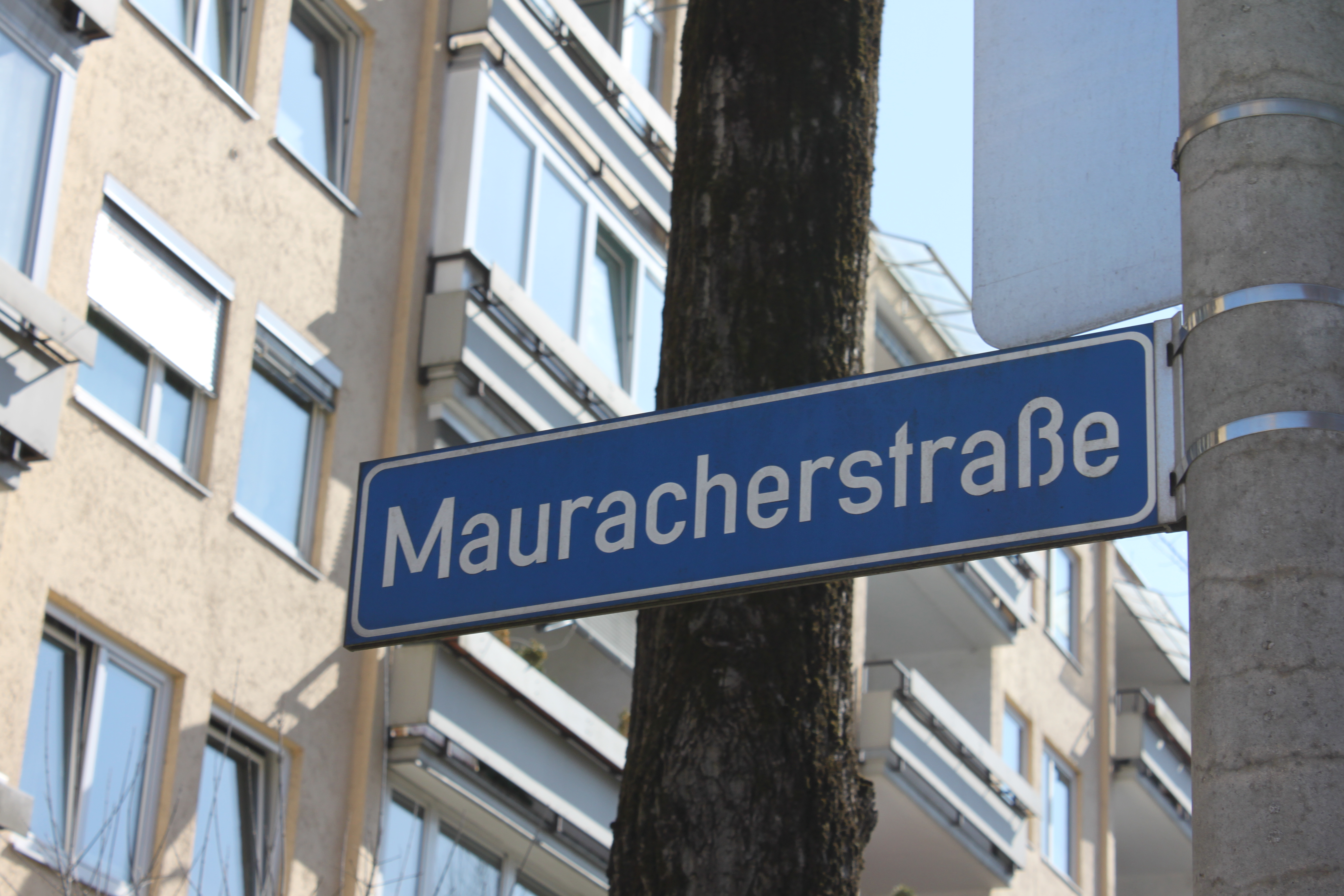
Mauracherstraße in Salzburg

Die österreichische Orgelbauerfamilie Mauracher war vom 18. bis ins 20. Jahrhundert tätig. Sie lässt sich bis zu Georg Mauracher (1704–1786), einem Tischler in Kapfing, heute zur Gemeinde Fügen im Zillertal gehörend, rückverfolgen.

## Linien
Die Orgelbauerfamilie Mauracher gliedert sich in die Zeller und die Fügener Linie.
Begründer der Fügener Linie war Andreas Mauracher (1758–1824). Überregionale Bedeutung erhielt sein Sohn Karl Mauracher, der ab 1820 zunehmend in der Gegend um Salzburg arbeitete und insgesamt ca. 50 Orgelwerke schuf. Sein Sohn, Orgelbauer Johann Nepomuk Carl Mauracher, verlegte 1845 seine Werkstätte aus dem Zillertal nach Braunau, wo er das alte Schulhaus erworben hatte. 1861 zog er nach Salzburg und richtete sich im Aiglhof, 1878 im Daghoferhof ein. Seinen Betrieb, aus dem anscheinend 61 Orgelbauten hervorgegangen sind, übernahm wiederum ein männlicher Nachkomme, Albert Mauracher, der bis 1917 etwa 115 Orgeln baute. Er hatte seine Werkstätte zuerst in der Reichenhaller Straße 6, ab 1886 in der Strubergasse 12. Wohl wegen dessen Kinderlosigkeit wurde die Firma Albert Mauracher ab 1910 zuerst unter der Aufsicht Karl Franz Maurachers aus der Zeller Linie bis Alberts Tod 1917 weitergeführt, danach wider Erwarten von dessen Kompagnon Adam Grünsfelder. 1922 vereinigte man dieselbe mit dem Orgelbauunternehmen „Mertel & Dreher“ zur „Orgelbau Cäcilia AG“. Dieses Unternehmen wurde im Oktober 1928 von Max Dreher und Leopold Flamm übernommen und im Jänner 1929 in „Dreher & Flamm“ umbenannt.
Als Begründer des Zeller Zweigs, der etwa 400 Orgelwerke schuf, gilt Mathias Mauracher (1788–1857), ein Bauernsohn und Schreiner, der zunächst Holzaltäre baute und später als Autodidakt Orgeln und andere Musikinstrumente anfertigte. Sein Sohn Mathias Mauracher II (1818–1884), der sich später Matthäus (Matthäus Mauracher I) nannte, führte das Handwerk weiter und verlegte die Firma nach Salzburg: er hatten den ehemaligen Bergerhof, Gaisbergstraße 13, gekauft und wurde 1863 ins Gewerberegister eingetragen. Seine Söhne Matthäus Mauracher II (1859–1939) und Hans Mauracher I (1847–1900) führten zunächst den elterlichen Betrieb im Salzburger Stadtteil Parsch weiter. Matthäus Mauracher II gründete 1891 einen Zweigbetrieb in Graz und die Firma nannte sich „Matthäus Mauracher’s Söhne, Salzburg – St. Florian – Graz“. Um 1907 kehrte Matthäus Mauracher II nach Salzburg zurück und übernahm das Stammhaus, nachdem sein Neffe Franz Mauracher (1881–1949) hatte Konkurs anmelden müssen.
Aus der Zeller Linie entwickelte sich mit Josef Mauracher (1845–1907), der 1891 mit dem Titel eines k. u. k. Hoforgelbauers ausgezeichnet wurde, Anfang der 1880er-Jahre eine Nebenlinie im oberösterreichischen St. Florian. Seine Söhne führten den Betrieb unter dem Namen „Orgelbauanstalt Gebrüder Mauracher“ weiter und verlegten diesen Mitte der 1920er Jahre nach Linz. Nach dem Tod von Matthäus Mauracher III 1954 wurde die Firma aufgelöst beziehungsweise ging in den Besitz von Rudolf Novak aus Klagenfurt über und wurde als Orgelbaubetrieb Rudolf Novak weitergeführt.
Die Schriftstellerin Isabella Mauracher (1896–1973) entstammt ebenfalls der Familie Mauracher, eines ihrer Gedichte thematisiert die Orgel.

## Stammbaum der Familie
- Georg Mauracher (1704–1786)
  - Blasius Mauracher (1738–)
Tischler in Hollenzen, Gemeinde Mayrhofen (Sohn aus 2. Ehe)
    - Josef Mauracher (1766–1819)
Bauer in Oberbichl, damals zur Gemeinde Zell am Ziller gehörend
      - Mathias Mauracher (1788–1857)
Begründer der Zeller Linie
        - Matthäus (Mathias) Mauracher (sen.) I (1818–1884)
          - Josef Mauracher (1845–1907)
Begründer der Nebenlinie in St. Florian/Linz
            - Matthäus Mauracher III (1885–1954)
(Gebrüder Mauracher)
            - Anton Mauracher (1896–1962)
(Gebrüder Mauracher, Linz, von Rudolf Novak/Klagenfurt 1955 aufgekauft und fortgeführt)

          - Hans (Johann) Mauracher I (1847–1900)
            - Karl Franz Mauracher (1881–1949)
              - Hans (Johann) Mauracher III (1907–1970)

            - Hans (Johann) Mauracher II (1885–1915)

          - Matthäus Mauracher (jun.) II (1859–1939)
            - Matthäus Mauracher IV (1881–1949)

  - Andreas Mauracher (1758–1824)
Begründer der Fügener Linie (Sohn aus 3. Ehe)
    - Karl Mauracher (1789–1844)
      - Johann Nepomuk Carl Mauracher (1818–1884)
        - Albert Mauracher (1858–1917)

      - Ludwig Mauracher (1820–1885)

## Durch Angehörige der Familie Mauracher errichtete Orgeln
| Jahr        | Ort                             | Kirche                                                   | Bild                                | Man.  | Reg.    | Bemerkungen |
| ----------- | ------------------------------- | -------------------------------------------------------- | ----------------------------------- | ----- | ------- | --- |
| 1799        | Absam                           | Basilika                                                 |                                     | II/P  | 23      | Erweiterung der Orgel von Johann Anton Fuchs durch Andreas Mauracher. 1841 Umbau durch Josef Aigner, 1948 Restaurierung durch Reinisch-Pirchner. |
| 1802        | Thaur                           | Romedikirche                                             |                                     | I/P   | 5       | Erbaut durch Andreas Mauracher. Kurze Oktave, angehängtes Pedal. In der Zwischenzeit restauriert, heute noch weitestgehend erhalten. |
| 1803        | Mils bei Hall in Tirol          | Pfarrkirche                                              |                                     | II/P  |         | Erbaut durch Andreas Mauracher mit zwei Manualen und Pedal für 620 Gulden. 1903 durch einen Neubau der Gebrüder Mayr ersetzt. Das heutige Gehäuse ist eine Rekonstruktion des alten vom Holzwurm zerstörten Gehäuse. |
| 1804        | Glurns                          | Pfarrkirche St. Pankratius                               |                                     | II/P  | 15      | Erbaut durch Andreas Mauracher. 2018 restauriert. |
| 1805        | St. Leonhard im Pitztal         | Expositurkirche Zaunhof                                  |                                     | I/P   | 10      | Erbaut durch Andreas Mauracher. 2000/01 restauriert. |
| 1811        | Wattens                         | Laurentiuskirche                                         |                                     | I/P   |         | Erbaut durch Andreas Mauracher. Prospekt zum Teil erhalten.1923 ersetzt. |
| 1825        | Faistenau                       | Pfarrkirche                                              |                                     | I/P   |         | Erbaut durch Karl Mauracher. 1863 durch Mattäus Mauracher I. abgebaut. |
| 1825        | Oberndorf bei Salzburg          | Pfarrkirche                                              |                                     | I/P   | 11      | Erbaut durch Karl Mauracher. An dieser Orgel spielte Franz Xaver Gruber, Komponist des Liedes "Stille Nacht, heilige Nacht". Mauracher verbreitete die Melodie anschließend bei sich zuhause. Beim Abriss der Kirche zerstört. |
| 1828        | Salzburg                        | St. Sebastian                                            |                                     | I/P   | 12      | Erbaut durch Karl Mauracher. Erste Orgel der Stadt Salzburg mit chromatischer Klaviatur ohne kurze Oktave. |
| 1832        | Saalfelden                      | Dekanatspfarrkirche Saalfelden                           | Entwurf sp. 1831 von Karl Mauracher |       |         | 1811 hatte ein Brand 108 Häuser und auch die Pfarrkirche vernichtet. Beim folgenden Wiederaufbau bekam Karl Mauracher 1831/1832 den Auftrag, eine neue Orgel anzufertigen. Sein Entwurf orientiert sich am „nachbarocken Stil“, in dem insgesamt die Ausstattung der Kirche erfolgte, den passenden figuralen Schmuck lieferte 1836 Johann Haid aus St. Johann. Als der Dechant von Saalfelden die Kirche zwischen 1858 und 1861 aufwändig romanisieren ließ, verschenkte er das Orgelgehäuse an die Wallfahrtskirche am Dürrnberg, die übrigen Teile verwendete Johann Nepomuk Carl Mauracher für den Neubau der Orgel im neo-romanischen Stil. Das „nachbarocke Gehäuse“ Karl Maurachers ist in der Dürrnberger Kirche erhalten (s. u.). |
| 1834        | Kaltern                         | Pfarrkirche                                              |                                     | II/P  | 27      | Erbaut durch Mathias Mauracher. 1911 durch ein Werk von Karl Reinisch ersetzt. |
| 1835        | Maria Alm                       | Pfarr- und Wallfahrtskirche                              |                                     | I/P   | 12      | Entwurf Karl Maurachers für eine neue Orgel auf der Westempore, die 800 Gulden gekostet hätte. Die Errichtung einer westlichen Musikempore mit der neuen Mauracher-Orgel wurden nicht genehmigt. |
| 1836        | Bludenz                         | Laurentiuskirche                                         | Karl-Mauracher-Orgel von 1836       | II/P  | 21      | Von Karl Mauracher, in umgebautem Zustand erhalten (Stand: Mai 2018). |
| 1836        | Jenbach                         | Pfarrkirche Jenbach                                      |                                     | I/P   |         | Erbaut durch Karl Mauracher, Rückpositiv von Andreas Mauracher, um 1800. 1975 durch ein neues Instrument von W. Walcker-Mayer ersetzt. |
| 1839        | Hart im Zillertal               | Pfarrkirche                                              |                                     | I/P   | 9       | Erbaut durch Karl Mauracher, 2021 restauriert durch Walter Vonbank. |
| 1851        | Nassereith                      | Pfarrkirche                                              |                                     | II/P  | 23      | Erbaut durch Mathias Mauracher, 1902 durch Franz Reinisch II. umgebaut. Restauriert 2000. |
| 1855        | Ranten                          | Pfarrkirche                                              |                                     | II/P  | 11      | Erbaut durch Matthäus Mauracher I. Ursprünglich für die Grabenkirche in Graz errichtet, 1998 nach Ranten überstellt. |
| 1858        | Filzmoos                        | Pfarrkirche zu den hll. Petrus und Paulus                |                                     | I/P   | 8       | Eines der wenigen von Ludwig Mauracher erbauten Instrumente, der als unzuverlässiger Orgelbauer galt. Das Konsistorium genehmigte daher die Auftragsvergabe an ihn mit der Aufforderung, der Pfarrer möge alle gehörigen Vorsichten walten lassen, damit die neue Orgel von dem genannten Orgelbauer solid u. dauerhaft hergestellt werde. 1991 wurde die Orgel durch Fritz Mertel saniert. |
| 1858        | Graz                            | Franziskanerkirche                                       |                                     | II/P  | 20      | Erbaut durch Matthäus Mauracher I. Das Instrument wurde bereits wenige Jahre später durch einen Neubau ersetzt. Heutige Orgel durch Orgelbau Schuke 2002/04 erbaut. |
| 1860        | Hallein                         | Pfarr- und Wallfahrtskirche Dürrnberg                    |                                     | II/P  | 15      | Johann Nepomuk Carl Mauracher, der 1861 seine Werkstätte von Braunau nach Salzburg verlegte, verwendete für den Bau der Orgel am Dürrnberg einerseits 15 Register einer der von ihm abgebrochenen Kuppelorgeln des Salzburger Doms, andererseits das von seinem Vater Karl Mauracher stammende, 1832 im nachbarocken Stil angefertigte Gehäuse der Saalfeldener Orgel: Im Zuge der aufwändigen Re-Romanisierung der Saalfeldener Kirche hatte Johann Nepomuk Carl Mauracher 1859 den Auftrag erhalten, die Orgel seines Vaters in einem neuromanischen Gehäuse, modifiziert, wieder aufzustellen. Treibende Kräfte für die Vorgangsweise, in der Dürrnberger Kirche eine Orgel aus gebrauchten Teilen herzustellen, waren die Söhne Franz Xaver Grubers, Franz und Felix Gruber. 1969 wurde die Orgel in unpassender Weise von Hermann Oettl verändert. 2021 wurde die Orgel durch Orgelbau Josef Maier restauriert. Viele Teile mussten überholt werden, außerdem der Balg in historische Weise neu geschaffen werden, da 1969 ein Schwimmerbalg aus Spanplatten eingebaut worden war. |
| 1861        | Kramsach-Mariathal              | Pfarr- und Wallfahrtskirche                              |                                     | II/P  |         | Erbaut durch Matthäus Mauracher I., 1972 durch ein Werk der Fa. Pirchner ersetzt. |
| 1861        | Schladming                      | Ev. Peter-und-Paul-Kirche                                |                                     | II/P  | 16      | Erbaut durch Ludwig Mauracher. Größtes erhaltenes Werk jenes Vertreters der Dynastie Mauracher. |
| 1862        | Schladming                      | Stadtpfarrkirche                                         |                                     | II/P  | 21      | Erbaut durch Matthäus Mauracher I., Restauration 2020/2021 durch Walter Vonbank. |
| 1862        | Wien                            | Lazaristenkirche                                         |                                     | IV/P  | 52      | Erbaut von Matthäus Mauracher I., der seine Werkstätte 1863 vom Zillertal nach Salzburg verlegte, als zweimanualige Orgel mit 25 Registern erbaut; 1899 von Josef Mauracher aus St. Florian auf 42 Register und 3 Manuale erweitert, 1927 durch Johann M. Kauffmann auf 52 Register und 4 Manuale erweitert (4. Manual als Fernwerk ausgeführt). Größte spätromantische Kirchenorgel Wiens. Elektropneumatische Traktur, Kegelladen, freistehender Spieltisch. |
| 1863        | Faistenau                       | Pfarrkirche                                              |                                     | I/P   | 7       | Erbaut von Matthäus Mauracher I. 1949 durch ein Instrument von Max Dreher ersetzt, 2017 erneuter Neubau durch die Fa. Alois Linder. 82 Pfeifen der Mauracherorgel haben sich im neuen Werk erhalten. |
| 1863        | Salzburg                        | Erzabtei St. Peter (Hauptorgel)                          |                                     | II/P  | 28      | Erbaut von Johann Nepomuk Carl Mauracher. 1918 durch ein Instrument von Hans Mertel & Max Dreher ersetzt. |
| 1864/65     | Hallein                         | Stadtpfarrkirche                                         |                                     | II/P  | 27      | Neubau durch Matthäus Mauracher I. auf Anraten Franz Xaver Grubers. 1963 ersetzt. |
| 1864        | Langschwarza                    | Pfarrkirche Langschwarza                                 |                                     | I/P   | 10      | von Andreas Mauracher d. Ältere |
| 1868        | Graz                            | Lazaristenkirche                                         |                                     | I/P   | 10      | von Matthäus Mauracher I. 1893 durch Matthäus Mauracher II. auf 17 Register erweitert. Seit 2007 stillgelegt. |
| 1868        | Maria Alm am Steinernen Meer    | Pfarrkirche Maria Alm                                    |                                     | II/P  | 17      | Von Matthäus Mauracher I. |
| 1868        | Salzburg                        | Collegienkirche                                          |                                     | III/P | 32      | Von Matthäus Mauracher I. als mechanische Schleifladenorgel mit einem gemeinsamen Schwellkasten für das II. und III. Manual erbaut. Anton Bruckner muss dieses Instrument sehr geschätzt haben. Im Winter 1869 spielte er darauf einige Fugen, in jener streng gehaltenen Form vor, die seinen im selben Jahre bereits in Nancy und Paris erhaltenen Ruf, als großer Contrapunktist, der an Beethoven seinen Anschluß hat, entsprach. Im Jahr darauf erfreute er mehrere Musikfreunde durch eine interessante Produktion auf der schönen Orgel der Collegienkirche. 1982 wurde die Orgel von Orgelbau Pirchner restauriert. |
| 1870        | Mauterndorf                     | Pfarrkirche                                              |                                     | II/P  | 15      | Von Matthäus Mauracher I. |
| 1870        | St. Valentin                    | Pfarrkirche hl. Valentin                                 |                                     | II/P  | 25      | Von Matthäus Mauracher I. 1907 und 1964 wurde die Orgel umgebaut. 2012 wurde sie durch ein neues Werk von Orgelbau Vleugels im restaurierten Gehäuse ersetzt. |
| 1873/75     | St. Florian bei Linz            | Stiftskirche (Brucknerorgel)                             |                                     | IV/P  | 78      | 1873 bis 1875 Erweiterung der Krismannorgel durch Matthäus Mauracher I. |
| 1873        | Tulln                           | Stadtpfarrkirche                                         |                                     | II/P  | 26      | Erbaut von Johann Nepomuk Carl Mauracher. 1960 durch ein Instrument von Wilhelm Zika ersetzt. |
| 1874        | Bad Gastein                     | Preimskirche                                             |                                     | II/P  | 24      | Von Matthäus Mauracher I. (sen.); bzw. Johann Nepomuk Carl Mauracher |
| 1875        | Krems an der Donau              | Stadtpfarrkirche                                         |                                     | II/P  | 36      | Erbaut von Johann Nepomuk Carl Mauracher. Nicht erhalten. |
| 1876/78     | Kremsmünster                    | Stiftskirche                                             |                                     | IV/P  | 60      | Erbaut von Matthäus Mauracher I. Anton Bruckner spielte dieses Instrument bei seinen jährlichen Besuchen in Kremsmünster. Über die Jahre umgebaut. 2005 Neubau durch Orgelbau Kögler. |
| 1877        | Golling an der Salzach          | Pfarrkirche                                              |                                     | II/P  | 12      | Von Matthäus Mauracher I. 1983 durch Fritz Mertel umgestaltet, 2008 durch Orgelbau Kögler saniert. |
| 1878        | Mautern in Steiermark           | Pfarrkirche Mautern                                      |                                     |       |         | Matthäus Mauracher I. |
| 1879        | Admont                          | Stift Admont                                             |                                     | III/P | 61      | Erbaut von Matthäus Mauracher I., Erweiterung durch Matthäus Mauracher II. von 42 auf 61 Register. 1974 durch ein Instrument von Rieger Orgelbau ersetzt. |
| 1880/83     | Salzburg                        | Dom                                                      |                                     | III/P | 70      | Erbaut von Matthäus Mauracher I. Erweitert durch Matthäus Mauracher II. (siehe unten). Siehe: Orgeln des Salzburger Domes. |
| 1880        | Traboch                         | Pfarrkirche                                              |                                     | I/P   | 6       | Matthäus Mauracher II., 2016 Restauration durch Walter Vonbank |
| 1882 (vor?) | Wien                            | Weinhauser Pfarrkirche                                   |                                     | II/P  | 30      | Gebrüder Mauracher, Linz Die Orgel war ein Ausstellungsobjekt auf der 1882 in Wien veranstalteten Musik- und Theaterausstellung und wurde 1892 in der Weinhauser Pfarrkirche aufgestellt. Der Prospektentwurf stammt von Heinrich Hollitzky, einem Schüler von Friedrich von Schmidt. |
| 1882        | Mautern in Steiermark           | St. Barbara (ehem. Stiftskirche)                         |                                     | II/P  | 24      | Josef Mauracher; Umbauten 1906 und 1925; 2009 renoviert; erhalten und spielbar. |
| 1884        | Graz                            | Andräkirche                                              |                                     | II/P  | 23      | Matthäus Mauracher I., mehrere Umbauten und Restaurationen. |
| 1884        | Graz                            | Stadtpfarrkirche Hl. Blut                                |                                     | II/P  | 28      | Erbaut durch Matthäus Mauracher I. Im Jahr 1900 auf 38 Register erweitert und umgebaut durch Matthäus Mauracher II. Auf dieser Orgel spielte Max Reger während seines Besuches in Graz 1905, der den Klang des Instrumentes sehr lobte. 1970 durch einen Neubau der Fa. Rieger ersetzt. |
| 1885        | Kaprun                          | Pfarrkirche Hl. Margaretha                               |                                     | I/P   | 8       | Erbaut von Albert Mauracher |
| 1885        | Salzburg                        | Franziskanerkirche (Hauptorgel)                          |                                     | II/P  | 28      | Erbaut von Hans Mauracher mit pneumatischen Hängeventilladen. |
| 1885        | St. Johann im Pongau            | Dekanatspfarrkirche                                      |                                     | II/P  | 21      | Erbaut von Matthäus I. und Hans Mauracher. Wohl das letzte große Werk Matthäus Mauracher I. 1978 Umbau durch Hermann Öttl. |
| 1886        | Salzburg                        | Ursulinenkirche, seit 1996 in der Pfarrkirche von Rauris |                                     | II/P  | 13      | Die Orgel wurde 1886 von Hans Mauracher erbaut, erhalten geblieben ist lediglich das Gehäuse. Nach der aufwändigen Sanierung der Ursulinenkirche in Salzburg entschloss sich der zuständige Rektor, P. Josef Strolz MSC († 1998) nach 1973, die Orgel abtragen zu lassen, um das große Nord-Fenster frei zu bekommen. 1996 wurden das leere Gehäuse nach Rauris transportiert, in der dortigen Pfarrkirche aufgestellt und die aus dem Jahr 1892 stammende Lachmayr-Orgel aus Engelszell darin untergebracht. |
| 1887        | Bad Ischl                       | Stadtpfarrkirche St. Nikolaus                            |                                     | III/P | 66 (33) | Erbaut durch Hans Mauracher in Salzburg mit 33 Registern. Auf ihr hatte regelmäßig Anton Bruckner gespielt, z. B. am 31. Juli 1890, bei der Hochzeit der mit ihm befreundeten Kaisertochter Marie Valerie. Anlässlich des 80. Geburtstages des österr. Kaisers wurde die Orgel 1910 von Matthäus Mauracher II. erweitert und erhielt den Beinamen Kaiser-Jubiläums-Orgel. Sie erhielt das erste Fernwerk der Monarchie, welches elektropneumatisch angesteuertert wurde. |
| 1887        | Embach                          | Pfarrkirche Embach                                       |                                     | II/P  | 10      | Albert Mauracher. 2004 Saniert durch Fritz Mertel |
| 1888        | Mittersill                      | Pfarrkirche St. Leonhard                                 |                                     | II/P  | 16      | Matthäus Mauracher II. |
| 1888/89     | Breitenwang                     | Pfarrkirche                                              |                                     | II/P  | 19      | Erbaut durch Albert Mauracher. Erste pneumatische Orgel Tirols. 1898 Umbau auf pneumatische Kegelladen. 1931 ersetzt. |
| 1889        | Tweng                           | Pfarrkirche Tweng                                        |                                     | I/P   | 6       | Albert Mauracher; erhalten |
| 1890        | Bruck an der Großglocknerstraße | Pfarrkirche                                              |                                     | II/P  | 15      | Erbaut durch Albert Mauracher. 2005 restauriert durch Orgelbau Pieringer. |
| 1890        | Hollersbach im Pinzgau          | Pfarrkirche                                              |                                     | I/P   | 7       | Matthäus Mauracher II. |
| 1890        | Vorau                           | Stiftskirche                                             |                                     | III/P | 40      | Hans Mauracher I., 2013 durch ein Werk der Fa. Pirchner ersetzt. |
| 1891        | Adnet                           | Pfarrkirche Adnet                                        |                                     | I/P   | 7       | Albert Mauracher; erhalten |
| 1891        | Trautmannsdorf in Oststeiermark | Pfarrkirche Trautmannsdorf                               |                                     | II/P  | 15      | Matthäus Mauracher II.; erhalten |
| 1891        | Maria Lankowitz                 | Wallfahrtskirche Maria Lankowitz                         |                                     | II/P  | 16      | Matthäus Mauracher II.; erhalten |
| 1892        | Berndorf bei Salzburg           | Pfarrkirche Berndorf bei Salzburg                        |                                     | I/P   | 10      | Hans Mauracher I.; erhalten |
| 1892        | Feldkirchen bei Graz            | Pfarrkirche Feldkirchen bei Graz                         |                                     | II/P  | 13      | Von Mathäus Mauracher II. (Matthäus Mauracher’s Söhne) erbaut. 2015 von Drago Lukman renoviert. Bis auf die Prospektpfeifen und die Balgtretanlage original erhalten. |
| 1892        | Graz                            | Pfarrkirche Straßgang                                    |                                     | II/P  | 13      | Erbaut von Matthäus Mauracher II. |
| 1892        | Prein an der Rax                | Pfarrkirche Prein an der Rax                             |                                     | I/P   |         | erbaut von Albert Mauracher II. |
| 1893        | Hitzendorf                      | Pfarrkirche                                              |                                     | II/P  | 14      | Erbaut von Matthäus Mauracher II., später klanglich umgestaltet. |
| 1893        | Ternitz                         | Pfarrkirche St. Johann am Steinfeld                      |                                     | I/P   | 7       | von Albert Mauracher aus 1893, restauriert durch Christoph Allgäuer |
| 1893        | Mank                            | Pfarrkirche Mank                                         |                                     | II/P  | 20      | 1962 von Gregor Hradetzky umgebaut, nur Prospekt erhalten |
| 1893/95     | Steyr                           | Stadtpfarrkirche                                         |                                     | II/P  | 34      | Umbau der Krisman-Orgel durch Josef Mauracher. 1962 durch ein Werk von Johann Pirchner ersetzt. |
| 1894        | Lessach                         | Pfarrkirche                                              |                                     | II/P  | 10      | Erbaut von Albert Mauracher, restauriert durch Walter Vonbank. |
| 1894        | Schrems                         | Pfarrkirche Schrems                                      |                                     | II/P  | 14      | erbaut von Albert Mauracher |
| 1894        | Veitsch                         | Pfarrkirche                                              |                                     | II/P  | 10      | Erbaut von Albert Mauracher, mechanische Kegellade; Instandsetzung 2012 durch Christian Hartinger. |
| 1895        | Unken                           | Pfarrkirche Unken                                        |                                     | II/P  | 12      | Von Albert Mauracher, als Opus 42, mit mechanischer Kegellade erbaut. Die Orgel ist, bis auf die 1917 abgelieferten Prospektpfeifen, erhalten. |
| 1896        | Stans bei Schwaz                | Neue Pfarrkirche Stans                                   |                                     | II/P  | 13      | Erbaut von Albert Mauracher. |
| 1896        | Sankt Nikolai ob Draßling       | Pfarrkirche St. Nikolai ob Draßling                      |                                     | I/P   |         | Erbaut von Matthäus Mauracher II. |
| 1897        | Hofkirchen an der Trattnach     | Pfarrkirche                                              |                                     | I/P   | 10      | Erbaut von Josef Mauracher. |
| 1897        | Wien                            | Heiligenstädter Pfarrkirche St. Michael                  |                                     | II/P  | 29      | Erbaut von Josef Mauracher. |
| 1898        | Feldthurns                      | Pfarrkirche                                              |                                     | II/P  | 16      | Erbaut von Albert Mauracher. 2005 restauriert durch Oswald Kaufmann. |
| 1898        | Itter                           | Pfarrkirche                                              |                                     | II/P  | 11      | Von Hans Mauracher I. (Mathäus Mauracher’s Söhne) erbaut. |
| 1898        | Salzburg                        | St. Andrä                                                |                                     | II/P  | 28      | Matthäus Mauracher II., zerstört 1945. |
| 1898        | Wien                            | Breitenfelder Pfarrkirche                                |                                     | III/P | 38      | Erbaut von Josef Mauracher. Im Zweiten Weltkrieg zerstört. |
| 1900        | Brezje (Pirkendorf)             | Basilika                                                 |                                     | III/P | 47      | Erbaut von Josef Mauracher. 1913 folge ein Umbau durch Anton Dernič, sowie in den 50er-Jahren durch Jenko. |
| 1900        | Innsbruck                       | Hofkirche                                                |                                     | II/P  | 23      | Erbaut von Hans Mauracher I. |
| 1900        | Innsbruck                       | Herz-Jesu-Kirche                                         |                                     | II/P  | 16      | Erbaut von Hans Mauracher I. |
| 1900        | Leoben                          | St. Alfons                                               |                                     | II/P  | 16      | Erbaut von Matthäus Mauracher II. |
| 1900        | Mürzzuschlag                    | Stadtpfarrkirche                                         |                                     | II/P  | 17      | Erbaut von Albert Mauracher. Mehrere Umbauten über die Jahre. 2010 Neubau durch Christian Erler. |
| 1901        | Judenburg                       | Stadtpfarrkirche                                         |                                     | II/P  | 24      | Erweiterung der vorhandenen Orgel von Simon Anton Hötzel durch Matthäus Mauracher II. 1953 Umbau durch Max Dreher, 2019 Restauration und Erweiterung durch Francesco Zanin. |
| 1901        | Markt Hartmannsdorf             | Pfarrkirche Hartmannsdorf                                |                                     |       |         | Erbaut von Albert Mauracher. |
| 1902        | Bad Mitterndorf                 | Pfarrkirche Maria Kumitz                                 |                                     | II/P  | 10      | Erbaut von Albert Mauracher. 1989 restauriert durch Windtner Orgelbau. |
| 1902        | Ljubljana                       | Franziskanerkirche                                       |                                     | III/P | 44      | Umbau der Orgel von Franz Gorschitsch durch Josef Mauracher. 1999 Neubau mit Verwendung alter Pfeifen durch die Diözesane Orgelbauanstalt Marburg. |
| 1902        | Salzburg                        | Franziskanerkirche (Hauptorgel)                          |                                     | II/P  | 37      | Umbau und Erweiterung der vorhandenen Mauracherorgel durch Karl Franz Mauracher. 1969 durch Hermann Öttl umgebaut. 2003 durch einen Neubau der Fa. Metzler ersetzt. |
| 1902        | St. Andrä im Lavanttal          | Stadtpfarr- und ehem. Domkirche                          |                                     | II/P  | 23      | Erbaut von Matthäus Mauracher II. |
| 1903        | Korneuburg                      | Pfarrkirche Korneuburg                                   |                                     | II/P  | 30      | Erbaut von Josef Mauracher. |
| 1903        | St. Florian bei Linz            | Marienkapelle im Stift                                   |                                     | II/P  | 10      | Erbaut von Josef Mauracher |
| 1903        | Wien                            | Pfarrkirche Oberlaa                                      |                                     | II/P  | 15      | Matthäus Mauracher II. |
| 1903        | Salzburg                        | Pfarrkirche Salzburg-St. Andrä                           |                                     | II/P  | 38      | Das von Karl Franz Mauracher mit pneumatischer Traktur erbaute Instrument war anfangs durch Mozarteumsdirektor Hummel, Domchordirektor Hermann Spies und dem Organisten der Franziskanerkirche, P. German Niederstätter, überschwänglich gelobt worden. Nach einem Jahr war sie allerdings schon unspielbar, und sämtliche Ledermembranen mussten erneuert werden. Die Orgel und große Teile der Kirche wurden bei zwei Luftangriffen, am 22. November 1944 und am 25. April 1945, durch Fliegerbomben zerstört. |
| 1904        | Wien                            | Pfarrkirche Reindorf                                     |                                     | II/P  |         | von Matthäus Mauracher II. erbaut |
| 1905        | Schwanenstadt                   | Pfarrkirche Schwanenstadt                                |                                     | II/P  | 31      | Von Josef Mauracher. 1995 Restaurierung durch Orgelbau Kuhn → Orgel |
| 1906        | Bad Kleinkirchheim              | Pfarrkirche                                              |                                     | I/P   | 6       | Erbaut von Albert Mauracher. |
| 1906        | Pörtschach am Wörther See       | Pfarrkirche Pörtschach                                   |                                     | II/P  | 16      | Von Josef Mauracher. 2008 erfolgte durch Orgelbau Eisenbarth ein Neubau mit 29 Registern, wobei das Orgelgehäuse sowie ein großer Teil der Metallpfeifen der alten Mauracher-Orgel wieder verwendet wurden. |
| 1908        | Aflenz                          | Pfarrkirche Aflenz                                       |                                     | II/P  | 21      | Von Josef Mauracher. |
| 1909        | Graz                            | Pfarrkirche St. Josef                                    |                                     | II/P  | 29      | Orgel von Matthäus Mauracher II., in den 1980er Jahren wurden einige Register im Zug einer Dispositionsaufhellung verändert. |
| 1909        | Wängle                          | Pfarrkirche Wängle                                       |                                     | II/P  |         | Matthäus Mauracher II. |
| 1910        | Eggersdorf bei Graz             | Pfarrkirche                                              |                                     | II/P  | 20      | Matthäus Mauracher II. |
| 1910        | Söchau                          | Pfarrkirche                                              |                                     | II/P  | 9       | Orgel von Matthäus Mauracher II. aus Graz |
| 1910        | Salzburg                        | Leprosenhaus                                             |                                     | I/P   | 5       | Das Instrument wurde von Albert Mauracher als pneumatische Kegelladenorgel erbaut. Es erinnert an das von ihm ab 1905 vertriebene Coelesticon. 1981 wurde die Orgel von Fritz Mertel mit einer mechanischen Schleiflade technisch neu hergestellt, das Gehäuse, der Spieltisch und praktisch alle Pfeifen beibehalten, aber auf insgesamt 6 Register erweitert. |
| 1910        | St. Michael im Lungau           | St. Michael                                              |                                     | II/P  | 12      | Albert Mauracher; pneumatische Hängeventillade; erhalten |
| 1911        | Innsbruck                       | Canisianum                                               |                                     | II/P  | 16      | Erbaut durch Matthäus Mauracher II. 1938 in die Theresienkirche auf der Hungerburg übertragen. |
| 1911        | Wien                            | Maria am Gestade                                         |                                     | II/P  | 36      | Matthäus Mauracher II. |
| 1913        | Oberndorf bei Salzburg          | Pfarrkirche                                              |                                     | II/P  |         | Erbaut durch Albert Mauracher, 1982 durch einen Neubau der Firma Rieger ersetzt. |
| 1913        | Pustritz (Griffen)              | Pfarrkirche                                              |                                     | I/P   | 10      | Matthäus Mauracher II. |
| 1913        | St. Johann bei Herbenstein      | Pfarrkirche                                              |                                     | II/P  | 15      | Erbaut durch Albert Mauracher. 1995/96 restauriert durch W. Walcker-Mayer. |
| 1914        | Oberwölz                        | Stadtpfarrkirche                                         |                                     | II/P  | 24      | Erbaut durch Matthäus Mauracher II. 2014/2015 teilrestauriert durch Walter Vonbank. |
| 1914        | Mautern in Steiermark           | Klosterkirche                                            |                                     | II/P  | 24      | Erbaut durch Matthäus Mauracher II.; restauriert 2009 durch Thomas Jann Orgelbau |
| 1914        | Salzburg                        | Salzburger Dom                                           |                                     | IV/P  | 101     | Erweiterung durch Matthäus Mauracher II., 1988 durch einen Neubau ersetzt. Siehe: Orgeln des Salzburger Domes. |
| 1918        | Unterlamm                       | Pfarrkirche Unterlamm                                    |                                     | II/P  | 15      | Matthäus Mauracher II.; umgebaut erhalten |
| 1922        | Thernberg                       | Pfarrkirche Thernberg                                    |                                     | I/P   | 7       | Gebrüder Mauracher |
| 1923        | Maria Enzersdorf                | Missionshaus St. GabrielHeilig-Geist-Kirche              |                                     | III/P | 68      | derzeit unspielbar |
| 1923        | Waldkirchen an der Thaya        | Pfarrkirche Waldkirchen an der Thaya                     |                                     | II/P  | 12      | [ 19 ] |
| 1927        | St. Peter in der Au             | Pfarrkirche St. Peter in der Au                          |                                     | II/P  | 17      | Gebrüder Mauracher |
| 1927        | Feld am See                     | Evangelische Pfarrkirche Feld am See                     |                                     | I/P   | 9       | [ 50 ] |
| 1929        | Linz                            | Pfarrkirche Heilige Familie                              |                                     | III/P | 45      | Gebrüder Mauracher. 2002 restauriert durch Windtner Orgelbau. |
| 1930/31     | Wels                            | Herz-Jesu-Kirche                                         |                                     | III/P | 60      | Gebrüder Mauracher. Zurzeit unspielbar. |
| 1931        | Linz                            | Mariendom (Querhausorgel)                                |                                     | III/P | 50      | Umbau der Lachmayrorgel durch Gebrüder Mauracher, als Chororgel neu aufgebaut |
| 1931/32     | St. Florian bei Linz            | Stiftskirche (Brucknerorgel)                             |                                     | IV/P  | 91      | Umbau 1931/32 durch Gebrüder Mauracher, in Kooperation mit Dreher & Flamm, mit Zusammenschluss der beiden Chororgeln. 1951 Umbau durch Willhelm Zika. |
| 1931/32     | St. Florian bei Linz            | Stiftskirche (Chororgel)                                 |                                     | III/P | 38      | Gebrüder Mauracher; 1951 Reorganisation. Anspielbar durch zwei Spieltische. |
| 1934        | St. Leonhard am Hornerwald      | Pfarrkirche St. Leonhard am Hornerwald                   |                                     | II/P  | 11      | Gebrüder Mauracher; nicht erhalten: 1995 Neubau von Friedrich Heftner |
| 1936        | Litschau                        | Pfarrkirche Litschau                                     |                                     | II/P  | 18      | Gebrüder Mauracher |
| 1948        | Bad Großpertholz                | Pfarrkirche Bad Großpertholz                             |                                     | II/P  | 12      | Gebrüder Mauracher |
| 1948        | Blindenmarkt                    | Pfarrkirche Blindenmarkt                                 |                                     |       |         | Gebr. Mauracher, 2002 durch ein Werk der Fa. Vleugels ersetzt |
| 1948        | Pyhra                           | Pfarrkirche Pyhra bei St. Pölten                         |                                     | II/P  | 25      | Gebr. Mauracher |
| ca. 1950    | Neidling                        | Pfarrkirche Neidling                                     |                                     | II/P  | 9       | Gebr. Mauracher |
| 1950        | Linz                            | Pöstlingbergkirche                                       |                                     | III/P | 37      | Gebrüder Mauracher. 2022 durch ein Instrument der Fa. Späth ersetzt. |
| 1952        | St. Peter in der Au             | Pfarrkirche Engstetten                                   |                                     |       |         | Gebrüder Mauracher; in den 1960er Jahren durch Rieger-Serienorgel aus dem Mozarteum ersetzt |
| 1953        | Amstetten                       | Pfarrkirche Herz Jesu                                    |                                     | II/P  | 20      | Gebrüder Mauracher. |
| 1954        | Cortina d’Ampezzo               | Basilica dei Santi Filippo e Giacomo                     |                                     | III/P | 54      | Gebrüder Mauracher, auf Initiative von Enrico Forer → Orgel |
| 1955        | Gmünd                           | Herz-Jesu-Kirche                                         |                                     | II/P  | 22      | Gebrüder Mauracher. 2005/06 durch Wolfgang Bodem restauriert. Nachfolgend auf 31 Register erweitert. |
| 1955        | Pitten                          | Pfarrkirche Pitten                                       |                                     | II/P  | 16      | Gebrüder Mauracher, Linz |
| 1955        | Ulmerfeld                       | Pfarrkirche Ulmerfeld                                    |                                     | II/P  | 18      | Gebrüder Mauracher, Linz; im Jahr 2001 durch Windtner Orgelbau restauriert. |
| 1955        | Wien                            | Pfarrkirche Neumargareten                                |                                     | III/P | 52      | Gebrüder Mauracher. |